# Niels Ebbesen Hansen
Niels Ebbesen Hansen (4 de enero de 1866 en Dinamarca a 5 de octubre de 1950 Estados Unidos) fue un horticultor y botánico danés - estadounidense que fue un pionero en el cultivo de plantas.

## Antecedentes
Niels Ebbesen Hansen nació en el pueblo de Fardrup, en el distrito de Ribe, Dinamarca. Él era hijo del muralista de origen danés Andreas Hansen y Bodil Midtgaard. Sus padres lo llevaron a Estados Unidos a la edad de siete años. En 1876, la familia se trasladó a Des Moines, Iowa. A la edad de diecisiete años ingresó en Iowa State College, donde se graduó con una licenciatura en horticultura en 1887. Después de graduarse, trabajó durante un tiempo en un gran vivero de uva. Él fue inducido a regresar a Iowa State, donde fue galardonado con el grado de Maestría en Ciencias en 1895.

## Carrera
En 1895, el Dakota del Sur State College (ahora Universidad Estatal de Dakota del Sur), nombra a Hansen para construir su Departamento de Horticultura. También se desempeñó como director de la Estación Experimental de Dakota del Sur en Brookings.
Hansen buscó nuevas hierbas, frutas y otras plantas en toda Europa y Asia. Él trajo estas plantas de nuevo a América para plantar o cruzarse con variedades americanas para producir unas plantas más fuertes. Fue el creador de muchos de los nuevos frutos, entre ellos las ciruelas híbridas Hansen. Se le atribuye el descubrimiento y la introducción de la robusta alfalfa cosaca, hierba de trigo con cresta y hierba bromus. Desarrolló albaricoques y ciruelas más grandes cruzando variedades nativas con los que él trajo de Asia.
En un viaje de 1897 a Rusia, encontró a la manzana silvestre de carne roja Malus niedzwetskyana y comenzó dos programas de cría sobre la base de esta fruta inusual, uno destinado a desarrollar una cocción resistente en frío para el consumo de la manzana, y el otro destinado a desarrollar manzanas silvestres ornamentales. Sus esfuerzos dieron resultado en la manzana y el manzano silvestre Almata Hopa, entre otras variedades. Cuando descubrió que el criador de manzana al noroeste Albert Etter le había tomado la delantera en la creación de híbridos de carne roja, le escribió concediéndole la prioridad con las palabras "Señor Etter, me has vencido en mi destino."
Hansen fue miembro del Jurado Internacional de Horticultura en la Feria Mundial en San Luis, Misuri en 1904 y un delegado de los Estados Unidos para el Primer Congreso Internacional de Genética en Londres, Inglaterra en 1906. Se desempeñó como secretario de la Dakota del Sur Hortícola Sociedad durante muchos años. En 1949, un monumento en reconocimiento del Dr. Hansen y sus contribuciones se erigió en el campus de South Dakota State College.
Una colección de los registros, documentos de la facultad, y materiales relacionados de Niels Ebbesen Hansen se mantienen en los Archivos de la Universidad Estatal de Dakota del Sur.
- La abreviatura «N.E.Hansen» se emplea para indicar a Niels Ebbesen Hansen como autoridad en la descripción y clasificación científica de los vegetales.[10]

## Los trabajos seleccionados
- Notes on the breeding of fruits (1893)
- Fruit stocks where the mercury freezes (1931)
- The wild alfalfas and clovers of Siberia, with a perspective view of the alfalfas of the world (1909)
- Some Sterile And Fertile Plant Hybrids (1926)
- Fruits, old and new and northern plant novelties (1937)